# مالیچه (تویسرکان)
مالیچه، روستایی از توابع بخش مرکزی شهرستان تویسرکان در استان همدان ایران است.

## جمعیت
این روستا در دهستان حیقوق نبی قرار دارد و براساس سرشماری مرکز آمار ایران در سال ۱۳۹۵، جمعیت آن ۳۸۵۵۶۹ نفر (۱۳۰ خانوار) بوده‌است.